# Ассоциация муниципалитетов Северной Далмации и Лики
Ассоциация  муниципалитетов Северной Далмации и Лики (серб. Заједница општина Сјеверне Далмације и Лике, хорв. Zajednica općina Sjeverne Dalmacije i Like) — провозглашённая сербами региональная ассоциация муниципалитетов в СР Хорватии. Была создана в 1990 году (27 июня), затем была преобразована в САО Краина (21 декабря).
После многопартийных выборов в Хорватии в 1990 году этническая напряженность возросла до такой степени, что сербы ожидали, что Франьо Туджман планирует покинуть Югославию. В июне они создали региональный район под названием Ассоциация  муниципалитетов Северной Далмации и Лики. В декабре 1990 года она была превращена в САО Краина.